# 푸싱향 (장화현)

푸싱 향의 위치

푸싱향(한국어: 복흥향, 중국어: 福興鄉, 병음: Fúxīng Xiāng)은 중화민국 장화 현의 향이다. 넓이는 49.8934km2이고, 인구는 2015년 8월 기준으로 47,604명이다.

## 지리
장화 현의 서부에 위치하고 서쪽은 타이완 해협이다.